# Trigonura tenuicaudis
Trigonura tenuicaudis är en stekelart som beskrevs av James Waterston 1922. Trigonura tenuicaudis ingår i släktet Trigonura och familjen bredlårsteklar. Inga underarter finns listade i Catalogue of Life.